# Gelis prospectus
Gelis prospectus är en stekelart som beskrevs av Schwarz 1998. Gelis prospectus ingår i släktet Gelis och familjen brokparasitsteklar. Inga underarter finns listade i Catalogue of Life.